# Maison Foucart
La Maison Foucart est une maison située à Vézénobres dans le département du Gard dans le sud de la France.

## Histoire
La façade nord et la façade sur cour de la maison sont inscrits au titre des monuments historiques par arrêté du 12 décembre 1963.